# اللغة اللومباردية/اللانغوباردية
اللومباردية أو اللانغوباردية هي لغة جرمانية غربية مندثرة كان يتحدث بها اللومبارديون (Langobardi)، استقر هذا الشعب الجرماني في إيطاليا في القرن السادس الميلادي. بحلول القرن السابع تراجعت اللغة سريعا لأن الغزاة سرعان ما تبنوا اللغة اللاتينية التي يتحدث بها السكان المحليين لغالو الرومانية. ,ولكن اللغة اللومباردية قد تكون أستخدمت في مناطق متفرقة حتى عام 1000م, عدد من أسماء الأماكن في المنطقة اللومباردية شمال إيطاليا وعناصر من مفردات اللغة اللومباردية يعود أصلها إلى الشعب اللومباردي. جادل بعض اللغويين بأن لغتي كمبيريان وموتشينو الحديثة المنطوقة في شمال شرق إيطاليا التي تصنف عادةً على أنها لهجة بافارية هي في الحقيقة بقايا من اللغة اللومباردية المندثرة. وقد يشير هذا بدوره إلى أن اللغة اللومباردية كانت بحد ذاتها لهجة بافارية.

## نظرة عامة
اللغة اللومباردية يتم الحفاظ عليها جزئيا حيث أن الدليل الرئيسي على ذلك بعض الكلمات الفردية فيها كتبت في النصوص باللاتينية. على سبيل المثال، تم كتابة إديكتوم روثاري باللغة اللاتينية وهو أول مجمع لقوانين اللومبارد، الذي دون ونشر عام 643، رغم أنه تم كتابة بعض المصطلحات القانونية فيه باللغة اللومباردية أيضا العديد من الأسماء اللومباردية الشخصية المحفوظة في الأعمال اللاتينية من مملكة اللومبارد تعتبر دليلًا اثباتي لتواجد اللغة قديما.
في ظل غياب النصوص اللومباردية، فإنه ليس من الممكن التوصل إلى أي استنتاجات حول مورفولوجيا اللغة وبناء الجملة. يعتمد التصنيف الجيني للغة كليًا على علم الأصوات اللغوية. ومن حيث وجود أدلة على أن اللغة اللومباردية شاركت في تبدل الأحرف الساكنة في الألمانية العليا -كما يظهر في الواقع في بعض أوائل الأدلة- فإنها تصنف باعتبارها جرمانية إلبية أو جرمانية عليا. كتاب تاريخ اللومبارد اللذي كتبه بولس دياكونوس يذكر دوق زبان اللذي حصل على هذا اللقب في 574 أظهر أن ‎/t/‏ تحولت إلى ‎/ts/‏, مصطلح stolesazo في كتاب إديكتوم روثاري يظهر نفس التحول السابق، العديد من الأسماء في عوائل اللومبارد الملكية تظهر تحول في الحروف الساكنة، خصوصا في حرفي ‎/p/‏ < ‎/b/‏ في أجزاء الأسماء التالية:
- pert < bert: Aripert, Godepert
- perg < berg: Gundperga (ابنة أغيلولف ملك اللومبارد)
- prand < brand: Ansprand, Liutprand

ترك هذا التغيير الصوتي مجموعتين مختلفتين من الأسماء في اللغة الإيطالية :
palco إيطالي( لومباردي palk)
\balcone إيطالي (لومباردي balk)
;panca إيطالي (لومباردي panka)
\banca إيطالي (لومباردي banka)
تم اشتقاق العديد من الكلمات في لغات اللومبارد من اللغة اللومباردية. بعض الأمثلة تشمل:
- bicer (لومباردي bikar أي زجاج)
- scossà ( لومباردي skauz أي مئزر)
- busècca ( لومباردي butze )
- biott ( لومباردي blauths أي عارٍ)

سابقًا، تم تصنيف هذه اللغة على أنها Ingaevonian (مجموعة حضارية كانت تقع في بحر الشمال الجرماني) أو جرمانية شرقية، ولكن هذه التصنيفات تعتبر قديمة. قد يكون تصنيف اللغة اللومباردية داخل اللغات الجرمانية معقدًا بسبب مشاكل الإملاء. وفقا لهوتير (1999) هذه اللغة قريبة إلى اللغة السكسونية القديمة . وتاسيتس يعتبر اللمبارديون من ضمن شعب سويبيون . كتب بولس دياكونوس (القرن الثامن) وكودكس جوثانوس (القرن التاسع) أن اللومبارد كانوا في نهاية المطاف من أصل اسكندنافي، بعد أن استقروا في إلب قبل دخول إيطاليا.
تحفظ بعض شظايا اللومباردية في نقوش رونية بأبجدية لاتينية، وفي النسخ تتأثر بالألفاظ بالألمانية العليا القديمة . تتكون هذه الأبجدية اللومباردية ، كما تم نسخها بشكل شائع، من الحروف التالية: 
a, b, c, d, e, f, g, h, i, j, k, l, m, n, o, p, q(u), r, s, ʒ, t, þ, u, w, z
يمثل qu صوت [kw], و ʒ يمثل صوت [s] مثال skauʒ تنطق ‎[skaus]‏ بمعنى رَحْم، والـ z تأخذ صوت [ts] و h هي [h].
- هناك عدد من النصوص اللاتينية التتي تتضمن أسماء لومباردية ونصوص لومباردية قانونية على مصطلحات مأخوذة من المفردات القانونية العامية، بما في ذلك:
- كتاب أصل الشعب اللومباردي
- بولس الشماس، كتاب تاريخ اللومبارد
- إديكتوم روثاري

في عام 2006، زعم إميليا دنسيفا بأن النقش على سيف بيرنيك قد يكون لومبارديًا. 